# Römisch-katholische Kirche in Nicaragua
|  | Dieser Artikel wurde aufgrund von akuten inhaltlichen oder formalen Mängeln auf der Qualitätssicherungsseite des Portals Christentum eingetragen. Bitte hilf mit, die Mängel dieses Artikels zu beseitigen, und beteilige dich bitte an der Diskussion. |

Zur römisch-katholischen Kirche in Nicaragua bekennen sich 44,9 % der Bevölkerung. Das gesamte Land ist in eine Kirchenprovinz zusammengefasst und der Metropolit ist (Stand 9/2024) Leopoldo José Kardinal Brenes Solórzano. Seit dem 10. März 2023 ist die Apostolische Nuntiatur Vakant und alle diplomatischen Beziehungen wurden eingestellt. Zuletzt leitete Monsignore Marcel Diouf als Geschäftsträger ad interim der Apostolischen Nuntiatur die Amtsgeschäfte.

## Geschichte

### 1453–1820: Kolonialherrschaft
Der Einfluss der römisch-katholischen Kirche in Nicaragua begann mit den spanischen Eroberungen. 1453 übergab Papst Alexander VI. dem katholischen König von Spanien das Gebiet mit der Aufgabe, es zu evangelisieren. Hauptträger dieser waren die Jesuiten. Die Evangelisierung hielt bis in die 1820er Jahre an. Die erste Diözesane Einteilung geschah durch die Errichtung des Bistums León am 3. November 1534.
Diener Gottes Antonio de Valdivieso, Bischof von Léon, setzte sich für die Rechte der indigenen Bevölkerung ein und wurde vom Sohn des amtierenden Gouverneurs am 26. Februar 1549 erstochen.

### 1821–1900: Unabhängigkeit
Während der Unabhängigkeitsbewegungen in Gesamtlateinamerika unterstützten die höheren kirchlichen Amtsträger meist die spanische Kolonialregierung, wohingegen die Priester die Unabhängigkeit unterstützten. Nicolás García Jerez, Bischof von Léon, verhandelte mit Mitgliedern der Unabhängigkeitsbewegung, um Wahlen anzustreben. Er ernannte sich allerdings selber zum Gouverneur von Nicaragua. 1849 exerzierte die Kirche weitestgehend die politische Macht in den ländlicheren Gegenden, wo die Regierung wenig Einfluss hatte.
Unter der Präsidentschaft von  und durch die Verfassung von 1893 wurde Gesetzgebung aus religiösen Gründen verboten und eine freie Religionsausübung proklamiert. Damit wurde effektiv eine Trennung vom Staat und der Kirche durchgesetzt, wodurch die Kirche an Einfluss verlor.

### Seit 1900: Neuere Geschichte
Unter der Herrschaft des Somoza-Clans von 1934 bis 1979 erhielt die katholische Kirche durch Legitimation des Regimes inoffiziell an mehr Einfluss. Durch die darauffolgende sandinistische Revolution (1979 bis 1990) kam es gewissermaßen zu einer Spaltung der Kirche. Die Machtübernahme durch eine revolutionäre Regierung am 19. Juli 1979 stellte die Kirche in eine völlig andere Situation. Zuvor hatte sie jahrelang Missbräuche und Ungerechtigkeiten der Vorgängerregierung angeprangert. Fortschrittliche Geistliche waren besonders begeistert von der historischen Gelegenheit, Gläubige und Ungläubige in einem nationalen Wiederaufbauprojekt zusammenzubringen. Ihr Optimismus wurde durch den Hirtenbrief der Bischöfe vom 17. November 1979 noch verstärkt. Darin würdigten die Bischöfe den historischen Kampf des Volkes gegen die Diktatur und die Rolle der FSLN in diesem Kampf und während der Zeit des Wiederaufbaus. Sie bekräftigten auch die bevorzugte Option der Kirche für die Armen und ihr Engagement für die Revolution. Obwohl das Pastoral keine pauschale Billigung der neuen Regierung darstellte – es enthielt tatsächlich eine Reihe von Bedingungen –, war es doch eindeutig positiv für den revolutionären Prozess. Während Erzbischof Miguel Obando Bravo die US-Amerikaner unterstützte, kooperierten die Befreiungstheologen und Gemeinden mit der Regierung.
Die erste seliggesprochene Person Nicaraguas wurde Sr. Maria Romero Meneses am 14. April 2002 durch Papst Johannes Paul II. Sie setzte sich besonders für sozial benachteiligte Mädchen ein.
2006 wurde ein Anti-Abtreibungsgesetz von Präsident Enrique Bolaños Geyer im Beisein von katholischen Bischöfen und evangelikalen Amtsträgern unterschrieben.
Seit 2018 kommt es zu Repressionen gegen die römisch-katholische Kirche die dazu führten, dass 2023 die diplomatischen Beziehungen zwischen Nicaragua und dem Heiligen Stuhl abgebrochen wurden.

## Repressionen
Seit 2018 erfährt die Kirche vermehrt unter der Präsidentschaft von Daniel Ortega Repressionen. Grund dafür ist, dass die Kirche die Regierung Ortegas kritisierte. Seit April 2018 kommt es vermehrt zu Protesten gegen die Regierung, wobei die katholische Bischofskonferenz in scharfer Opposition zur Regierung steht. Es wurden mehrere katholische Organisationen verboten und kirchliche Amts- und Würdenträgern wurden des Landes verwiesen. Weiterhin wurden mehrere kirchliche Lehrorte wie Universitäten und Priesterseminare geschlossen und es kam zu Verhaftungen von Priestern und Ordensangehörigen. Zwischen 2018 und 2022 kam es zu 190 Angriffen und sonstigen Attacken auf katholisches Personal und Einrichtungen der Kirche. Papst Franziskus bedauert die Situation in Nicaragua. Am 12. März 2022 wurde der Apostolische Nuntius in Nicaragua Erzbischof Waldemar Stanisław Sommertag des Landes verwiesen. Im Folgejahr wurden alle diplomatischen Beziehungen zwischen dem Heiligen Stuhl und Nicaragua durch letzteren beendet. Im August 2023 wurde die Jesuiten verboten und ihr kompletter Besitz wurde konfisziert. Im Zeitraum von 2018 bis 2024 wurde 245 Priester des Landes verwiesen. Bischof Rolando José Álvarez Lagos wurde aufgrund seiner Kritik am Regime von Ortega im Februar 2023 zu 26 Jahren Haft verurteilt. 2024 wurde er in den Vatikan abgeschoben.

## Diözesane Gliederung
Die katholische Kirche in Nicaragua besteht aus einer Kirchenprovinz bestehend aus einem Erzbistum und acht Suffraganbistümern. 
- Erzbistum Managua
  - Bistum Bluefields
  - Bistum Estelí
  - Bistum Granada
  - Bistum Jinotega
  - Bistum Juigalpa
  - Bistum León en Nicaragua
  - Bistum Matagalpa
  - Bistum Siuna